# 蔡章獻
蔡章獻（1923年—2009年2月3日），臺灣天文學家，創立圓山天文台並為首任台長，推廣天文教育，小行星2240以之命名紀念。

## 生平

### 師從山本一清
蔡章獻1923年生，臺北州州協議會員蔡彬淮之子，自小就喜歡在自家萬華的院子裡觀星，中學初一就他就買一具三公分口徑的小型望遠鏡，高中時就向京都大學天文學教授山本一清學習天文。

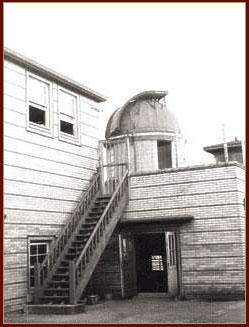
公會堂天文台

1938年，蔡章獻在立命館中學校及高等學校時，得知台北組織天體觀測同好會，即報名參加，返臺灣後四年期間，不僅參與觀測，也由會員成為幹部。他擔任起臺灣天文學雜誌《南之星》的編輯，常在台北公會堂（今台北中山堂）五樓的天文觀測台用五藤光學株式製的天文望遠鏡觀測星象。1941年9月21日，山本一清於臺灣富貴角觀測日蝕時，蔡章獻當日所繪日冕登於天文雜誌《天界》封面。
1944年，蔡章獻被日軍徵調到安徽。

### 政府聘請
1946年，臺灣省氣象局聯繫上在無錫一帶從商的蔡章獻，邀請返臺任職。當時《中央日報》還以「臺灣天文奇童」稱之。
1947年6月，蔡章獻回台北公會堂天文臺任職。該年恰是太陽黑子極大期，蔡章獻便在中秋節舉辦觀測活動，有數百位觀眾參加。這段時間，山本一清依然不斷教授天文知識給蔡章獻。1952年，蔡章獻發現麒麟座變星BDI8o1642，經美國變星觀測者協會編為065208C。
蔡章獻在公會堂期間原本有其他兩位同事，和臺北市府支援的一位人員，皆因興趣不符，紛紛離去。1954年8月1日，蔡章獻與中國自然科學促進會合辦火星演講會、請來高平子演講後，中山堂負責人就以人潮「可能影響中山堂安全」為理，命令天文台停止這類活動。1957年6月，市政府將天文台原預算新台幣一萬七千元削減為新台幣兩千元。之後天文同好會基金遭倒帳，精簡至僅蔡章獻一人工作。既不能於中山堂公開活動，他只好轉移陣地，如在臺北新公園舉行觀測活動，並說活動收入是要是來救濟中國大陸同胞。 在戒嚴時期， 天文迷連買天文望遠鏡都是向警方登記列管才能，並且只能定點使用，直到沈君山返國後寫信給政府說匪諜才不會帶這麼笨重的東西到處跑，政府才逐漸開放。

### 興建圓山天文台

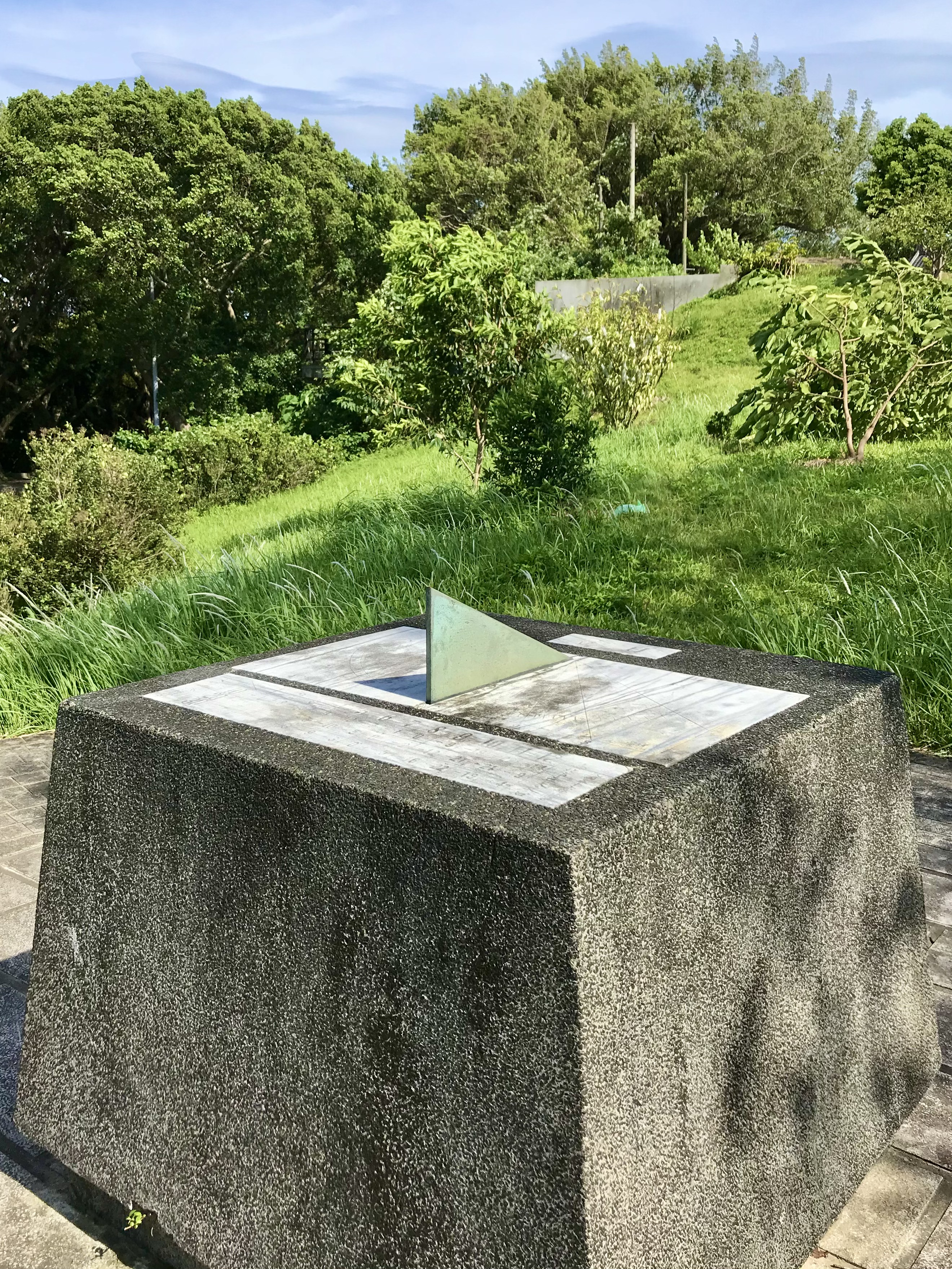
圓山天文台遺址日晷

蔡章獻在臺灣省氣象所工作時與高層意見不合，因他認為應加強推廣教育天文，便去職改去臺北市社會教育館擔任技術員。1958年，興建新天文台的預算通過後，他親自前往台北市立植物園、圓山動物園等地尋找約三十坪國有地，最後定於圓山大飯店附近。1958年11月12日，他因熱心社會教育而獲得表揚。
一次，因蘇俄人造衛星Kosmos 5於1963年4日晚11時到5日清晨2時通過臺灣上空，記者謝豈平去圓山天文台採訪，才發現天文台居然只編制蔡章獻一人，感嘆學術界人士明明倡導太空科學，人力卻比不上東門游泳池還有一管理員和一工友。之後，天文台職員增至二員三工。就讀的大同工學院同好蔡鴻彰，得知依然欠缺人力後，便義不容辭當起天文台的義工。
1967年臺北市改制院轄市，中央同意圓山天文臺的編制計畫，於是蔡章獻也在1969年正式被任命為圓山天文臺臺長。任內組織了每月一次座談的天文同好會、及透過老師教授來教授小學生天文知識的國小教師天文研習會。曾擔任台北市天文協會理事長的陳正鵬，推崇蔡章獻是臺灣天文觀測教育的開山宗師。

### 名留星空
1978年，小行星2051以當代華人张钰哲作取名。哈佛大學天文學者邵正元則將自己發現的小行星2240以「蔡」命名。蔡章獻1980年獲悉時，表示他和哈佛大學天文台人員並不認識，對方以他名字命名，感到很意外。蔡章獻在該年8月29日還獲選台北市政府六十九年特殊貢獻人員、及12月30日獲頒民國六十九年度傑出科技人才獎，至1985年8月榮獲日本東亞天文學會第八屆東亞天文學會獎章。

### 哈雷彗星熱潮
蔡章獻為趁1986年哈雷彗星推廣天文，與牛頓雜誌社合辦「哈雷俱樂部」。加入該俱樂部的會員會享有免費聽有關哈雷講座，可獲贈觀測快報、哈雷紀念徽、貼紙和會員紀念卡等，1985年時已有約四千五百位會員。1985年11月10日，就將近有五千人湧進圓山天文台觀測哈雷。蔡章獻和技士陶蕃麟，除應接不暇的電話詢問之外，便是四處演講。自哈雷彗星於1985年10月接近地球以來，蔡章獻不斷在全臺灣各地演講或指導觀測，有時候忙到天亮才睡，由於長期疲勞還因此在次年4月痛風發作病倒。
在蔡章獻的推廣下，天文同好李日智成立臺灣第一家專業天文公司——臺灣天文事業有限公司，與陳正鵬合作專門設計天文台觀測圓頂與星象儀投影天幕，趁這次彗星熱潮，在全臺灣各地陸續建立五十多座小型天文台與星象儀投影天幕，其中包括中央氣象局、台師大地球科學系、清大物理系、北一女、師大附中等校天文台。蔡章獻也會去校園的天文台指導如何觀測，如山本良一在花蓮縣捐錢的東里國小天文台。

### 退休
蔡章獻原定1988年4月退休，市府因找不到資望均佳的繼任者，而留任一年，次年又被市府繼續留任一年。在他大力爭取下，天文科學博物館終於列入六年國建計畫。1991年退休後，他仍從事著作、演說等工作，跨足幽浮研究。他曾表示不相信世間有飛碟，但對飛碟之說一直有很大的興趣。
晚年的蔡章獻在養老院度過，2009月2月3日中午12時22分左右，因心臟衰竭在馬偕醫院過世。

## 家庭
弟弟蔡章鴻在1967年6月28日晚於用美能達相機拍攝到的黑白照片，被視為臺灣第一張幽浮照片。當晚，他於圓山天文台發現一個發出橘紅色光芒的不明飛行物體，從東北往西南方向飛。台北市許多民眾也打電話到圓山天文台，表示看到不明飛行物體。中央氣象局則解釋說，此可能是經常施放的高空測風氣球。
妻子鄒愛仙於1975年2月28日去世，享年五十三歲，葬於芳蘭山公墓。
兒子蔡學忠從小就就對寺廟有興趣，喜歡走訪各地廟宇，撰寫廟宇文章。 

## 編著作
- 蔡章獻. . 學英出版社. 1976  [2021-07-24]. （原始内容存档于2021-07-24）.

- 蔡章獻. . 圖文出版社. 1984  [2021-07-24]. （原始内容存档于2021-07-25）.

- 蔡章獻. . 世茂出版社. 1988  [2021-07-24]. （原始内容存档于2021-07-25）.

- 蔡章獻. . 世茂出版社. 1988  [2021-07-24]. （原始内容存档于2021-07-24）.

- 蔡章獻. . 華一書局. 1989  [2021-07-24]. （原始内容存档于2021-07-25）.

- 蔡章獻. . 華一書局. 1989  [2021-07-24]. （原始内容存档于2021-07-25）.

- 蔡章獻. . 華一書局. 1989  [2021-07-24]. （原始内容存档于2021-07-24）.

- 蔡章獻. . 華一書局. 1989  [2021-07-24]. （原始内容存档于2021-07-24）.

- 蔡章獻. . 華一書局. 1989  [2021-07-24]. （原始内容存档于2021-07-24）.

## 外部連結
- 蔡章獻──〈專題/臺北天文台70年：我在天文臺的日子〉《臺北星空》37期
- 蔡章獻──〈一個天文學者的飛碟觀〉 (上) 《飛碟探索》第 8 期 （页面存档备份，存于）
- 蔡章獻──〈一個天文學者的飛碟觀〉 (下) 《飛碟探索》第 8 期 （页面存档备份，存于）
- 陳正鵬──〈蔡臺長，一路好走〉 《臺北星空》44期